# 침푸이 (등장인물)
《침푸이》(일본어: チンプイ)는 침푸이의 주인공이다. 성우는 이현진.